# Pakistan Television Corporation

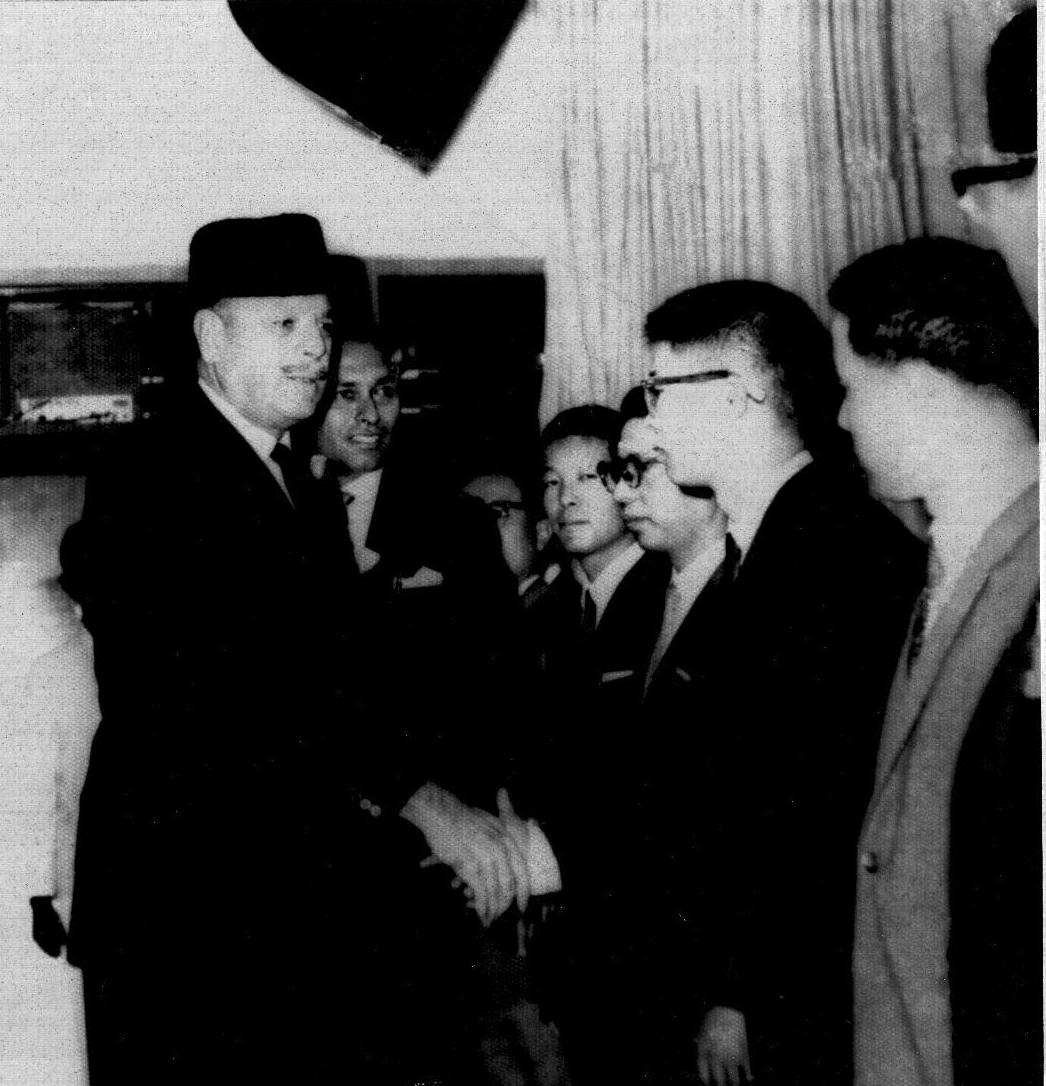
Treffen des Presidenten von Pakistan Ayub Khan mit Ubaidur Rahman (Gründer PTV) in 1964.

Die Pakistan Television Corporation (kurz PTV) ist der staatliche Fernsehsender Pakistans.

## Geschichte
PTV begann seine Sendungen 1964 von zwei kleinen Stationen in Lahore und Dhaka (Abspaltung BTV 1971). 1967 nahmen die Fernsehzentren in Rawalpindi und Karatschi ihren Betrieb auf, 1974 in Peschawar und Quetta, 1987 in Islamabad. Ausstrahlungen in Farbe gibt es seit 1976. 1992 startete das zweite Programm PTV 2, aus dem 1998 ein erstes PTV World und 2007 PTV News hervorging.

## Programme
- PTV Home (1964)
- PTV News (2007); Hauptnachrichtensendung: Khabarnama (خبرنامہ, 9.00pm)
- PTV Sports (2012)
- PTV World (2013) auf Englisch
- PTV Global (2006) für Auslandspakistani
- AJK TV (2004) für Asad Jammu und Kaschmir
- PTV Bolan (2005) für Belutschistan in Belutschi, Paschtu, Brahui
- PTV National (2003) für die übrigen Provinzen in Sindhi, Panjabi, Paschtu
- PTV Parliament (2018)